# HD 220974
HD 220974，又名BD+69 1332，SAO 10737、HR 8918，是一颗恒星，视星等为5.6，位于銀經115.92，銀緯8.64，其B1900.0坐标为赤經23h 23m 2.7s，赤緯+69° 8.64′ 34″。